# Colobothea brullei
Colobothea brullei är en skalbaggsart som beskrevs av Charles Joseph Gahan 1889. Colobothea brullei ingår i släktet Colobothea och familjen långhorningar.
Artens utbredningsområde är Paraguay. Inga underarter finns listade i Catalogue of Life.